# La Bayamesa
La Bayamesa este imnul național din Cuba.

## Versurile în limba spaniolă
Al combate, corred, Bayameses,

Que la Patria os contempla orgullosa;

No temáis una muerte gloriosa,

Que morir por la Patria es vivir.
En cadenas vivir, es vivir

En afrenta y oprobio sumido;

Del clarín escuchad el sonido;

¡A las armas, valientes, corred!